# Brzezinki (województwo kujawsko-pomorskie)

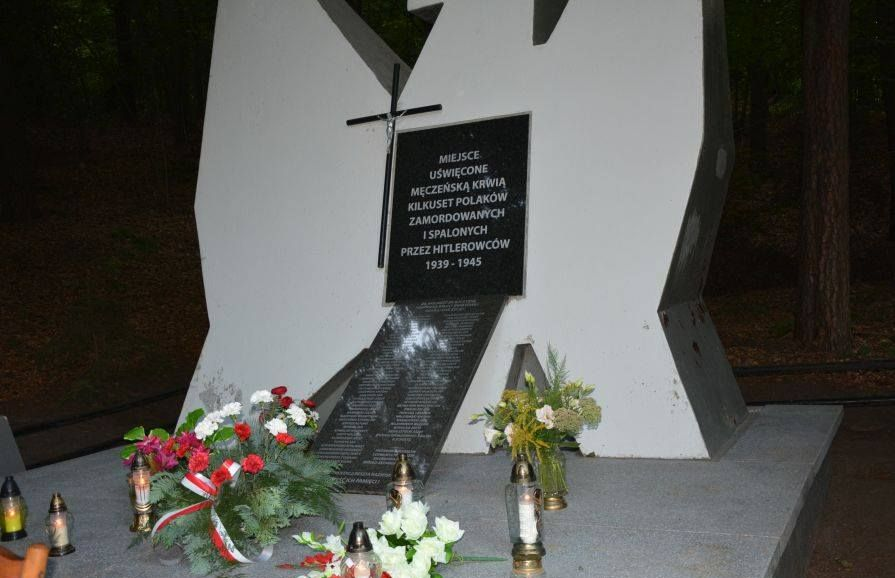
Pomnik upamiętniający egzekucje w lesie Birkenek z nową tablicą odsłoniętą 1 września 2015 roku.

Brzezinki (do 2010 r. Brzezinka, do 1951 r. Birkenek) – osada w Polsce, położona w województwie kujawsko-pomorskim, w powiecie brodnickim, w gminie Zbiczno.

## Nazwa
29 stycznia 1951 zmieniono nazwę miejscowości z Birkenek na Brzezinka. 1 stycznia 2010 r. zmieniono nazwę miejscowości z Brzezinka na Brzezinki.

## Demografia
Obecnie (III 2011 r.) zamieszkuje ją 225 osób Są siódmą co do wielkości miejscowością gminy Zbiczno.

## Obiekty sportowe
24 czerwca 2012 roku otwarto kompleks boisk sportowych.

## Podział administracyjny
W latach 1975–1998 miejscowość należała administracyjnie do województwa toruńskiego.

## Historia
Jesienią 1939 r. okupanci niemieccy rozstrzelali w pobliskim lesie około 400 mieszkańców Brodnicy i okolicznych miejscowości. W 1944 r. celem zatarcia śladów zbrodni Niemcy wydobyli i spalili ciała zamordowanych. Po wojnie na miejscu kaźni postawiono pamiątkowy monument.

## Urodzeni w Brzezinkach
- Franciszek Koprowski – major WP, cichociemny, olimpijczyk z Amsterdamu (1928) w pięcioboju nowoczesnym. Mistrz Polski w tej dyscyplinie sportu.